# Llista d'asteroides/130001–130100
| Nom      | Designació provisional | Data de descobriment | Lloc de descobriment | Descobridor/s |
| -------- | ---------------------- | -------------------- | -------------------- | ------------- |
| 130001 - | 1999 VC34              | 3 de novembre, 1999  | Socorro              | LINEAR        |
| 130002 - | 1999 VR35              | 3 de novembre, 1999  | Socorro              | LINEAR        |
| 130003 - | 1999 VB39              | 10 de novembre, 1999 | Socorro              | LINEAR        |
| 130004 - | 1999 VN42              | 4 de novembre, 1999  | Kitt Peak            | Spacewatch    |
| 130005 - | 1999 VE43              | 4 de novembre, 1999  | Kitt Peak            | Spacewatch    |
| 130006 - | 1999 VB45              | 4 de novembre, 1999  | Catalina             | CSS           |
| 130007 - | 1999 VC45              | 4 de novembre, 1999  | Catalina             | CSS           |
| 130008 - | 1999 VU46              | 3 de novembre, 1999  | Socorro              | LINEAR        |
| 130009 - | 1999 VH52              | 3 de novembre, 1999  | Socorro              | LINEAR        |
| 130010 - | 1999 VR52              | 3 de novembre, 1999  | Socorro              | LINEAR        |
| 130011 - | 1999 VP53              | 4 de novembre, 1999  | Socorro              | LINEAR        |
| 130012 - | 1999 VR53              | 4 de novembre, 1999  | Socorro              | LINEAR        |
| 130013 - | 1999 VB56              | 4 de novembre, 1999  | Socorro              | LINEAR        |
| 130014 - | 1999 VZ56              | 4 de novembre, 1999  | Socorro              | LINEAR        |
| 130015 - | 1999 VF57              | 4 de novembre, 1999  | Socorro              | LINEAR        |
| 130016 - | 1999 VU59              | 4 de novembre, 1999  | Socorro              | LINEAR        |
| 130017 - | 1999 VB66              | 4 de novembre, 1999  | Socorro              | LINEAR        |
| 130018 - | 1999 VK67              | 4 de novembre, 1999  | Socorro              | LINEAR        |
| 130019 - | 1999 VW68              | 4 de novembre, 1999  | Socorro              | LINEAR        |
| 130020 - | 1999 VC69              | 4 de novembre, 1999  | Socorro              | LINEAR        |
| 130021 - | 1999 VY74              | 5 de novembre, 1999  | Kitt Peak            | Spacewatch    |
| 130022 - | 1999 VD77              | 5 de novembre, 1999  | Kitt Peak            | Spacewatch    |
| 130023 - | 1999 VV77              | 3 de novembre, 1999  | Socorro              | LINEAR        |
| 130024 - | 1999 VK80              | 4 de novembre, 1999  | Socorro              | LINEAR        |
| 130025 - | 1999 VU80              | 4 de novembre, 1999  | Socorro              | LINEAR        |
| 130026 - | 1999 VG84              | 6 de novembre, 1999  | Kitt Peak            | Spacewatch    |
| 130027 - | 1999 VC88              | 3 de novembre, 1999  | Socorro              | LINEAR        |
| 130028 - | 1999 VO90              | 5 de novembre, 1999  | Socorro              | LINEAR        |
| 130029 - | 1999 VR93              | 9 de novembre, 1999  | Socorro              | LINEAR        |
| 130030 - | 1999 VH95              | 9 de novembre, 1999  | Socorro              | LINEAR        |
| 130031 - | 1999 VT96              | 9 de novembre, 1999  | Socorro              | LINEAR        |
| 130032 - | 1999 VE98              | 9 de novembre, 1999  | Socorro              | LINEAR        |
| 130033 - | 1999 VP98              | 9 de novembre, 1999  | Socorro              | LINEAR        |
| 130034 - | 1999 VT99              | 9 de novembre, 1999  | Socorro              | LINEAR        |
| 130035 - | 1999 VA123             | 5 de novembre, 1999  | Kitt Peak            | Spacewatch    |
| 130036 - | 1999 VO125             | 6 de novembre, 1999  | Kitt Peak            | Spacewatch    |
| 130037 - | 1999 VR125             | 6 de novembre, 1999  | Kitt Peak            | Spacewatch    |
| 130038 - | 1999 VM127             | 9 de novembre, 1999  | Kitt Peak            | Spacewatch    |
| 130039 - | 1999 VY136             | 12 de novembre, 1999 | Socorro              | LINEAR        |
| 130040 - | 1999 VO137             | 12 de novembre, 1999 | Socorro              | LINEAR        |
| 130041 - | 1999 VL140             | 10 de novembre, 1999 | Kitt Peak            | Spacewatch    |
| 130042 - | 1999 VE147             | 12 de novembre, 1999 | Socorro              | LINEAR        |
| 130043 - | 1999 VZ148             | 14 de novembre, 1999 | Socorro              | LINEAR        |
| 130044 - | 1999 VK149             | 14 de novembre, 1999 | Socorro              | LINEAR        |
| 130045 - | 1999 VZ157             | 14 de novembre, 1999 | Socorro              | LINEAR        |
| 130046 - | 1999 VF159             | 14 de novembre, 1999 | Socorro              | LINEAR        |
| 130047 - | 1999 VJ163             | 14 de novembre, 1999 | Socorro              | LINEAR        |
| 130048 - | 1999 VG164             | 14 de novembre, 1999 | Socorro              | LINEAR        |
| 130049 - | 1999 VU166             | 14 de novembre, 1999 | Socorro              | LINEAR        |
| 130050 - | 1999 VL167             | 14 de novembre, 1999 | Socorro              | LINEAR        |
| 130051 - | 1999 VK168             | 14 de novembre, 1999 | Socorro              | LINEAR        |
| 130052 - | 1999 VO171             | 14 de novembre, 1999 | Socorro              | LINEAR        |
| 130053 - | 1999 VW171             | 14 de novembre, 1999 | Socorro              | LINEAR        |
| 130054 - | 1999 VM173             | 15 de novembre, 1999 | Socorro              | LINEAR        |
| 130055 - | 1999 VY173             | 1 de novembre, 1999  | Anderson Mesa        | LONEOS        |
| 130056 - | 1999 VA177             | 5 de novembre, 1999  | Socorro              | LINEAR        |
| 130057 - | 1999 VA179             | 6 de novembre, 1999  | Socorro              | LINEAR        |
| 130058 - | 1999 VN179             | 6 de novembre, 1999  | Socorro              | LINEAR        |
| 130059 - | 1999 VT181             | 9 de novembre, 1999  | Socorro              | LINEAR        |
| 130060 - | 1999 VO185             | 15 de novembre, 1999 | Socorro              | LINEAR        |
| 130061 - | 1999 VR187             | 15 de novembre, 1999 | Socorro              | LINEAR        |
| 130062 - | 1999 VU188             | 15 de novembre, 1999 | Socorro              | LINEAR        |
| 130063 - | 1999 VZ191             | 14 de novembre, 1999 | Socorro              | LINEAR        |
| 130064 - | 1999 VB192             | 14 de novembre, 1999 | Socorro              | LINEAR        |
| 130065 - | 1999 VC192             | 14 de novembre, 1999 | Socorro              | LINEAR        |
| 130066 - | 1999 VK193             | 1 de novembre, 1999  | Catalina             | CSS           |
| 130067 - | 1999 VM194             | 1 de novembre, 1999  | Catalina             | CSS           |
| 130068 - | 1999 VH196             | 4 de novembre, 1999  | Anderson Mesa        | LONEOS        |
| 130069 - | 1999 VV196             | 1 de novembre, 1999  | Catalina             | CSS           |
| 130070 - | 1999 VK197             | 3 de novembre, 1999  | Anderson Mesa        | LONEOS        |
| 130071 - | 1999 VD198             | 3 de novembre, 1999  | Catalina             | CSS           |
| 130072 - | 1999 VL198             | 3 de novembre, 1999  | Catalina             | CSS           |
| 130073 - | 1999 VH204             | 9 de novembre, 1999  | Anderson Mesa        | LONEOS        |
| 130074 - | 1999 VG205             | 11 de novembre, 1999 | Kitt Peak            | Spacewatch    |
| 130075 - | 1999 VO217             | 5 de novembre, 1999  | Socorro              | LINEAR        |
| 130076 - | 1999 VA224             | 5 de novembre, 1999  | Socorro              | LINEAR        |
| 130077 - | 1999 VA225             | 5 de novembre, 1999  | Socorro              | LINEAR        |
| 130078 - | 1999 WH2               | 26 de novembre, 1999 | Linz                 | E. Meyer      |
| 130079 - | 1999 WW2               | 26 de novembre, 1999 | Višnjan Observatory  | K. Korlević   |
| 130080 - | 1999 WQ6               | 28 de novembre, 1999 | Višnjan Observatory  | K. Korlević   |
| 130081 - | 1999 WM12              | 29 de novembre, 1999 | Kitt Peak            | Spacewatch    |
| 130082 - | 1999 WP13              | 29 de novembre, 1999 | Višnjan Observatory  | K. Korlević   |
| 130083 - | 1999 WV14              | 28 de novembre, 1999 | Kitt Peak            | Spacewatch    |
| 130084 - | 1999 WM16              | 29 de novembre, 1999 | Kitt Peak            | Spacewatch    |
| 130085 - | 1999 WX16              | 30 de novembre, 1999 | Kitt Peak            | Spacewatch    |
| 130086 - | 1999 WW17              | 30 de novembre, 1999 | Kitt Peak            | Spacewatch    |
| 130087 - | 1999 WA25              | 28 de novembre, 1999 | Kitt Peak            | Spacewatch    |
| 130088 - | 1999 XQ3               | 4 de desembre, 1999  | Catalina             | CSS           |
| 130089 - | 1999 XC5               | 4 de desembre, 1999  | Catalina             | CSS           |
| 130090 - | 1999 XJ6               | 4 de desembre, 1999  | Catalina             | CSS           |
| 130091 - | 1999 XC10              | 5 de desembre, 1999  | Kitt Peak            | Spacewatch    |
| 130092 - | 1999 XD13              | 5 de desembre, 1999  | Socorro              | LINEAR        |
| 130093 - | 1999 XP14              | 3 de desembre, 1999  | Socorro              | LINEAR        |
| 130094 - | 1999 XW14              | 6 de desembre, 1999  | Socorro              | LINEAR        |
| 130095 - | 1999 XR16              | 7 de desembre, 1999  | Socorro              | LINEAR        |
| 130096 - | 1999 XJ19              | 3 de desembre, 1999  | Socorro              | LINEAR        |
| 130097 - | 1999 XW20              | 5 de desembre, 1999  | Socorro              | LINEAR        |
| 130098 - | 1999 XM21              | 5 de desembre, 1999  | Socorro              | LINEAR        |
| 130099 - | 1999 XU22              | 6 de desembre, 1999  | Socorro              | LINEAR        |
| 130100 - | 1999 XY28              | 6 de desembre, 1999  | Socorro              | LINEAR        |